# Penistone
Penistone ist eine Stadt und eine Verwaltungseinheit im District Barnsley in der Grafschaft South Yorkshire, England. Sie ist 19,5 km von Sheffield entfernt. Im Jahr 2011 hatte es eine Bevölkerung von 11.270. Penistone wurde 1086 im Domesday Book als Pangeston/Pengeston/Pengestone erwähnt.

## Persönlichkeiten
- Mark Burton (* 1973), Fußballspieler und -trainer